# Дево де Сен-Морис, Жан-Жак
Жан-Жак Дево де Сен-Морис (фр. Jean-Jacques Desvaux de Saint-Maurice; 26 июня 1775, Париж — 18 июня 1815, около Ватерлоо) — французский военачальник, дивизионный генерал (1813), артиллерист, барон империи (1810).

## Биография
Сын дворянина и придворного Жака Филиппа Де Во, сеньора де Сен-Морис и Анжелики Мелин (фр. Melin). Детство провел в деревне Сен-Морис-Сен-Жермен, где его отец владел замком Во. Перед революцией отец будущего генерала продал замок из-за недостатка средств.
Обучался в артиллерийском училище в Шалоне, выпущен лейтенантом в 1792 году. Участвовал в войнах революционной Франции. В 1801 году — адъютант генерала (вскоре затем маршала) Мармона. В 1803 году произведён в полковники. В ходе Австрийской кампании, участвовал в осаде Ульма, где был ранен. Затем, в одной из небольших стычек попал в плен к австрийцам, но вскоре был освобождён французскими войсками. В 1809 году привлёк внимание императора отличным командованием соединением артиллерии при Ваграме, был произведён в бригадные генералы, и переведён в гвардейскую конную артиллерию — одну из самых престижных частей армии.
В 1812 году, в ходе похода в Россию, и в 1813 году, в ходе боёв в Саксонии — начальник конной артиллерии Императорской гвардии. Командовал огнём крупных батарей при Бородине, при Малоярославце, под Красным, при Лютцене, при Баутцене, при Ганау, произведён в дивизионные генералы. В 1814 году командовал артиллерией Лионской армии маршала Ожеро, которая (армия) действовала неудачно. При Первой Реставрации Бурбонов стал кавалером королевского ордена Святого Людовика (как и большинство боевых наполеоновских генералов),  но не получил назначения. Во время Ста Дней вернулся под знамёна Наполеона, назначен начальником артиллерии Императорской гвардии. В битве при Ватерлоо разорван надвое ядром на боевой позиции батареи.
Имя генерала Дево де Сен-Мориса написано на северной стороне Триумфальной Арки в Париже. В честь генерала в Париже названа улица — Авеню де Сент-Морис (фр. Avenue de Saint-Maurice).
Генерал был женат на дочери землевладельца с Сан-Доминго Селесте-Шарлоте Суверби (фр. Souverbie). Единственный сын — Шарль Антуан Жак (1812—1865), кавалерийский офицер, скончался бездетным.

## Награды
Легионер ордена Почётного легиона (11 декабря 1803 года)
 Офицер ордена Почётного легиона (14 июня 1804 года)
 Коммандан ордена Почётного легиона (16 мая 1812 года)
 Кавалер ордена Святого Людовика (1814)

## Источник
- Шиканов В. Н. Генералы Наполеона. Биографический словарь. — М., 2004. — С. 65.
- Отечественная война 1812 года. Энциклопедия. — М.: РОССПЭН, 2004. — С. 231.